# Morinda tinctoria
 Morinda tinctoria, comumente conhecido como Aal ou Amora-da-índia (embora esses nomes também possam referir-se a Morinda citrifolia), é uma espécie de angiosperma da família Rubiaceae, nativa do sul da Ásia.

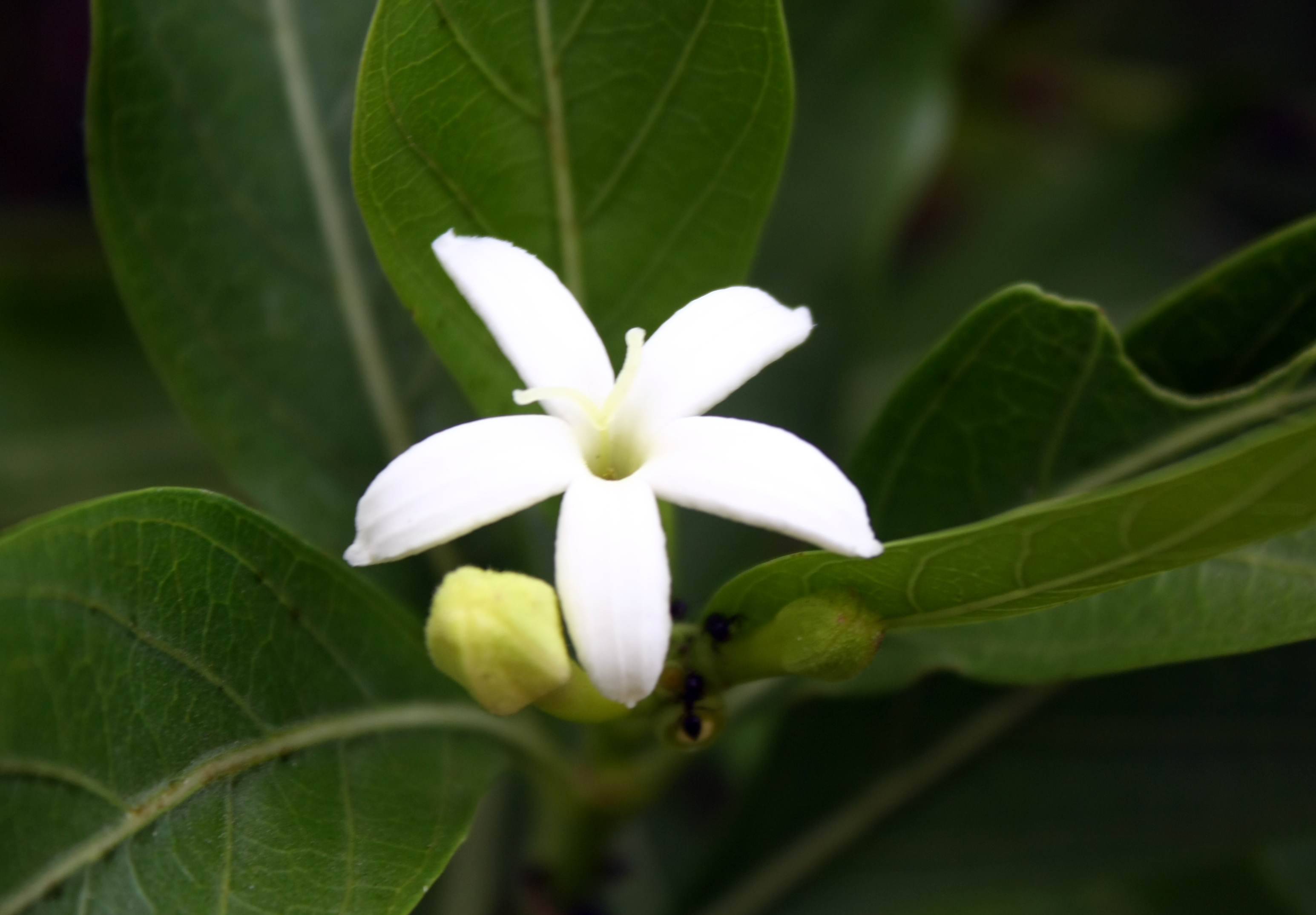
Flor do Aal

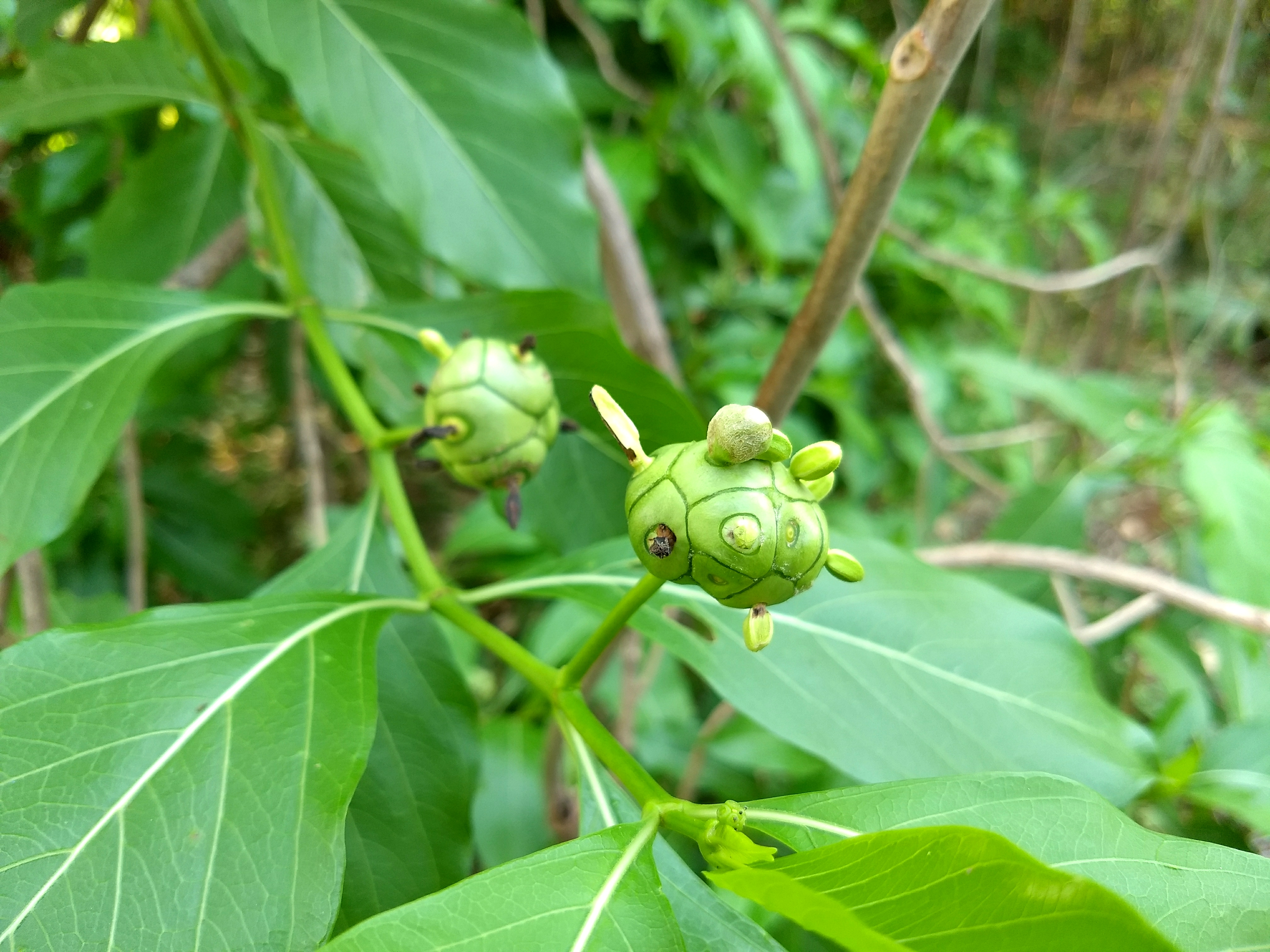
Fruto do Aal

É um arbusto verde ou pequena árvore crescente de 5–10 m de altura. As folhas têm 15 a 25 cm de comprimento, oblongas a lanceoladas. A flores são tubulares, brancas, perfumadas, com cerca de 2 centímetros de comprimento. O fruto é um sincarpo verde de 2 a 2,5 cm de diâmetro.
A planta é largamente cultivada na Índia, para obtenção do corante morindona vendido sob o nome comercial "Suranji". A morindona é utilizada para o tingimento de algodão, seda e lã, em tons de vermelho, chocolate ou roxo. O corante é encontrado principalmente na casca da raiz e é coletado quando as plantas atingem três a quatro anos de idade. Se as árvores maturam, praticamente nenhuma substância corante permanece. As raízes pequenas têm o maior rendimento de corante e aquelas acima de cerca de 1 cm de diâmetro, são descartadas.
A substância activa é extraída na forma do glicosídeo conhecido como morindina, que por hidrólise produz o corante. A morindona é um corante mordente dando uma cor vermelho-amarelada, com um mordente de alumínio, de chocolate com um mordente de crómio, e roxo pálido a preto, com um mordente de ferro.
A morindina também está presente em Morinda umbellata, mas não em Morinda longiflora, um nativo da África Ocidental. Embora importado para a Grã-Bretanha e aplicado em lã e algodão, o corante não teve sucesso comercial.